# Episodi di Riverdale (settima stagione)
La settima e ultima stagione della serie televisiva Riverdale, composta da venti episodi, è trasmessa in prima visione assoluta dalla rete televisiva The CW dal 29 marzo al 23 agosto 2023.
La serie è stata rinnovata, insieme ad altri show della rete, il 22 marzo 2022 mentre il 19 maggio 2022 è stato annunciato che la settima sarebbe stata l'ultima stagione.
In Italia la stagione è pubblicata su Infinity+ dal 9 giugno al 20 ottobre 2023.
| n° | Titolo originale                                                   | Titolo italiano                                      | Prima TV USA   | Pubblicazione Italia |
| -- | ------------------------------------------------------------------ | ---------------------------------------------------- | -------------- | -------------------- |
| 1  | Chapter One Hundred and Eighteen: Don't Worry, Darling             | Capitolo centodiciotto: "Intrappolati nel passato"   | 29 marzo 2023  | 9 giugno 2023        |
| 2  | Chapter One Hundred and Nineteen: Skip, Hop, and Thump!            | Capitolo centodiciannove: "La spilla"                | 5 aprile 2023  | 16 giugno 2023       |
| 3  | Chapter One Hundred and Twenty: Sex Education                      | Capitolo centoventi: "Educazione sessuale"           | 12 aprile 2023 | 23 giugno 2023       |
| 4  | Chapter One Hundred and Twenty-One: Love & Marriage                | Capitolo centoventuno: "Amore e matrimonio"          | 19 aprile 2023 | 30 giugno 2023       |
| 5  | Chapter One Hundred and Twenty-Two: Tales in a Jugular Vein        | Capitolo centoventidue: "Storie inquietanti"         | 26 aprile 2023 | 7 luglio 2023        |
| 6  | Chapter One Hundred and Twenty-Three: Peep Show                    | Capitolo centoventitre: "Peep Show"                  | 3 maggio 2023  | 14 luglio 2023       |
| 7  | Chapter One Hundred and Twenty-Four: Dirty Dancing                 | Capitolo centoventiquattro: "Dirty Dancing"          | 10 maggio 2023 | 21 luglio 2023       |
| 8  | Chapter One Hundred and Twenty-Five: Hoop Dreams                   | Capitolo centoventicinque: "Un nuovo giocatore"      | 17 maggio 2023 | 28 luglio 2023       |
| 9  | Chapter One Hundred and Twenty-Six: Betty & Veronica Double Digest | Capitolo centoventisei: "Ragazze ribelli"            | 24 maggio 2023 | 4 agosto 2023        |
| 10 | Chapter One Hundred and Twenty-Seven: American Graffiti            | Capitolo centoventisette: "American graffiti"        | 31 maggio 2023 | 11 agosto 2023       |
| 11 | Chapter One Hundred and Twenty-Eight: Halloween II                 | Capitolo centoventotto: "Ululare a Halloween"        | 7 giugno 2023  | 18 agosto 2023       |
| 12 | Chapter One Hundred and Twenty-Nine: After the Fall                | Capitolo centoventinove: "Dopo la caduta"            | 21 giugno 2023 | 25 agosto 2023       |
| 13 | Chapter One Hundred and Thirty: The Crucible                       | Capitolo centotrenta: "Caccia alle streghe"          | 28 giugno 2023 | 1º settembre 2023    |
| 14 | Chapter One Hundred and Thirty-One: Archie the Musical             | Capitolo centotrentuno: "Archie the musical"         | 5 luglio 2023  | 8 settembre 2023     |
| 15 | Chapter One Hundred and Thirty-Two: Miss Teen Riverdale            | Capitolo centotrentadue: "La nuova reginetta"        | 19 luglio 2023 | 15 settembre 2023    |
| 16 | Chapter One Hundred and Thirty-Three: Stag                         | Capitolo centotrentatre: "La star del burlesque"     | 26 luglio 2023 | 22 settembre 2023    |
| 17 | Chapter One Hundred and Thirty-Four: A Different Kind of Cat       | Capitolo centotrentaquattro: "L'anteprima"           | 2 agosto 2023  | 29 settembre 2023    |
| 18 | Chapter One Hundred and Thirty-Five: For A Better Tomorrow         | Capitolo centotrentacinque: "Per un domani migliore" | 9 agosto 2023  | 6 ottobre 2023       |
| 19 | Chapter One Hundred and Thirty-Six: The Golden Age of Television   | Capitolo centotrentasei: "Un nuovo mondo"            | 16 agosto 2023 | 13 ottobre 2023      |
| 20 | Chapter One Hundred and Thirty-Seven: Goodbye, Riverdale           | Capitolo centotrentasette: "Addio Riverdale"         | 23 agosto 2023 | 20 ottobre 2023      |

## Capitolo centodiciotto: "Intrappolati nel passato"
- Titolo originale: Chapter One Hundred and Eighteen: Don't Worry Darling
- Diretto da: Ronald Paul Richard
- Scritto da: Roberto Aguirre-Sacasa, Danielle Iman

### Trama
Dopo l’apparente distruzione della Cometa di Bailey, gli abitanti di Riverdale si ritrovano a vivere nel 1955, nonostante l’unico a ricordarsi delle loro identità passate sia Jughead. Tuttavia, quest’ultimo e i suoi coetanei sono ringiovaniti a quando avevano 16 anni, tant’è che frequentano di nuovo la Riverdale High School e le dinamiche che regolano le loro vite hanno subìto un drastico cambiamento: Archie è il solito bel ragazzo che abita con sua madre Mary, diventata iperprotettiva in seguito all’incidente stradale del famoso attore James Dean; Betty e Kevin fanno coppia fissa, mentre Cheryl ha come fratello gemello non più Jason, bensì Julian; Toni e Tabitha stanno soffrendo per la recente morte di Emmett Till, un ragazzino di colore di 14 anni ucciso ingiustamente per motivi razziali nel Mississippi, e Veronica, invece, è appena arrivata in città da Los Angeles. Veronica, oltre che ad attirare fin da subito le attenzioni di Archie e Julian, spiega di essere la figlia di Hiram ed Hermione Lodge, due noti conduttori televisivi, e di dover presto recitare in un film, mentre Betty desidera aiutare Toni e Tabitha a diffondere la drammatica storia del processo di Emmett Till, ma in una comunità e in un’epoca così retrograda non sarà un’impresa facile. Nel frattempo, la delusione di Jughead per la scoperta che la Cometa di Bailey passerà solo nel giro di due anni, e che quindi la sua possibilità di ritornare nel futuro sia molto lontana, lo spinge a riesumare la capsula del tempo sotterrata da lui e i suoi amici ai tempi del diploma scolastico, nella speranza di risvegliare in loro dei ricordi, ma il processo è inutile. Si riapre la vecchia faida tra Veronica e Cheryl, che soffre la crescente popolarità dell’avversaria, ma, attraverso una rivista di cinema, Cheryl capisce che Veronica non è un’attrice e che ha sempre mentito dal suo arrivo. Veronica si vede costretta a confessare ad Archie la verità senza più filtri: la ragione per cui è a Riverdale dipende dall’allontanamento forzato dai suoi genitori, verso i quali lei rappresenta un problema, sentendosi perennemente trascurata e messa in disparte. Betty, Toni e Tabitha, con la complicità di Cheryl, riescono infine nel loro intento di enunciare una poesia di Langston Hughes in onore di Emmett Till che smuove la solidarietà e la compassione degli studenti della Riverdale High, dopodiché Tabitha decide di unirsi ai genitori di Emmett in un tour tra gli Stati Uniti per promuovere un cambiamento sociale. Alla sera, Jughead viene avvicinato al Pop’s dalla Tabitha angelo custode di Riverdale, che, come lui, è consapevole di ogni cosa e gli comunica ciò che è successo in realtà: la Cometa di Bailey, contro le aspettative, si è schiantata ed ha provocato un’estinzione di massa incredibile, ma Tabitha, prima che fosse troppo tardi, aveva utilizzato i propri poteri cronocinetici per mandare tutti in un posto sicuro, un universo parallelo; mentre lei dovrà viaggiare attraverso epoche e linee temporali diverse pur di trovare una versione di Riverdale che sopravvive alla catastrofe, Tabitha raccomanda a Jughead di dimenticare quello che sa, altrimenti potrebbe mettere a rischio l’operazione, perciò i due si baciano un’ultima volta prima che l'angelo cancelli la memoria a Jughead. Nel sentire i propri ricordi scomparire a mano a mano, Jughead si sbriga a fissarli nero su bianco, ma finisce col digitare soltanto le parole “incline, verso, giustizia”.

## Capitolo centodiciannove: "La spilla"
La Riverdale High si prepara per l’imminente “danza scalza”, alla quale Archie vorrebbe invitare Veronica, così Betty gli insegna qualche passo di danza, sviluppando però una sorta di attrazione verso di lui, dal momento che la sua relazione con Kevin è appesa sul filo di un rasoio a causa del disinteresse mostrato dal ragazzo. Per fare colpo su Veronica, Archie si allena duramente, indossa un vecchio completo appartenuto al defunto padre Fred e le scrive addirittura una poesia, ma la giovane organizza una serata insieme a lui e ai suoi spasimanti, tra cui Julian, per decretare la sua scelta, al che Archie, frustrato dalla superficialità di Veronica, se ne va via indignato. Veronica, capendo il suo errore, cerca di scusarsi con Archie e decide di presentarsi da sola al ballo. Intanto, Betty confida i suoi problemi di coppia ad Alice, che presta a Kevin una spilla da regalare alla figlia per riaccendere la loro fiamma, mentre Toni mette i bastoni tra le ruote a Cheryl nell’allestimento della festa quando la ragazza si rifiuta di far esibire Fangs e la sua band. Jughead, che ha definitivamente perso anch’egli la memoria, viene assunto in qualità di scrittore alla “Pep Comics”, una casa editrice di fumetti, dove ben presto lo raggiungerà anche Ethel come illustratrice, nonostante i suoi disegni raccapriccianti la facciano finire in punizione a scuola dal severo preside Featherhead e a casa dai petulanti genitori, che le proibiscono di partecipare al ballo. Nel frattempo, arriva la sera della danza scalza e il gruppo di Fangs, che Cheryl ha aggiunto dopo aver conosciuto meglio Toni, spacca, mentre Kevin interagisce con un suo compagno di classe, Clay Walker. All’improvviso, una Ethel sconvolta e ricoperta di sangue dalla testa ai piedi fa il suo ingresso nella sala, dicendo a Jughead che è successo qualcosa di terribile.

## Capitolo centoventi: "Educazione sessuale"
- Titolo originale: Chapter One Hundred and Twenty: Sex Education
- Diretto da: James DeWille
- Scritto da: Janine Salinas Schoenberg

### Trama
Ethel rivela che un uomo travestito da lattaio è penetrato in casa sua e ha brutalmente assassinato i suoi genitori, ma tuttavia le autorità non credono alla sua versione e cominciano a sospettare proprio di lei, così Jughead, deciso a difenderla, si occupa di nascondere un disegno macabro fatto da Ethel in cui, in un momento di rabbia, è andata a raffigurare la morte dei genitori, ed anche un fumetto pubblicato dalla Pep Comics su di un pazzo maniaco che ricorda la vicenda del lattaio. Nel frattempo, temendo che Cheryl si stia invaghendo delle donne per via di alcuni suoi dipinti, Penelope costringe Julian a cercarle un fidanzato. Julian prende due piccioni con una fava e, nel tentativo di allontanarlo da Veronica, suggerisce ad Archie di provarci con la sorella, che viene da lui invitata per un convegno di poesie al bar “Dark Room”. Cheryl abbandona la serata dopo essersi eccitata per una poesia erotica scritta da Toni, ma, prima di rincasare, bacia Archie e, dal giorno seguente, i due si dichiarano fidanzati, con grande gelosia di Veronica, la quale organizza una “pomiciata party” insieme ai suoi amici e compagni per esplorare le proprie sessualità e spinte. Tutti partecipano alla festa, tranne Clay, che confessa a Kevin di essere gay, mentre Betty, presso cui Ethel è ospite, trova in casa sua un manuale di educazione sessuale che la colpisce molto. Durante il party alla Pembrooke, le coppie si dividono per amoreggiare: Archie e Cheryl fanno un passo avanti; Betty capisce di non saper eccitare Kevin; Fangs e la sua fidanzata, Midge Klump, si appartano, così come Toni e Julian; gli unici rimasti, Veronica e Jughead, trascorrono il tempo dialogando e scoprendo di avere molte passioni in comune. Il mattino successivo, a scuola, Betty presta il suo libro di educazione sessuale a Kevin, nella speranza che possa aiutarlo, mentre Jughead ed Ethel vengono convocati nell’ufficio del preside Featherhead in seguito al ritrovamento, nella roulotte del ragazzo da parte dello sceriffo Keller, dei disegni e del fumetto di Ethel, che accuserebbero della loro colpevolezza. 

## Capitolo centoventuno: "Amore e matrimonio"
- Titolo originale: Chapter One Hundred and Twenty-One: Love & Marriage
- Diretto da: Claudia Yarmy
- Scritto da: Chrissy Maroon

### Trama
Jughead ed Ethel diventano i primi sospettati nel caso del duplice omicidio dei coniugi Muggs, ma Veronica, che ha oramai instaurato un legame con Jughead, promette di fare ciò che è in suo potere per aiutarli: Veronica dapprima dimostra l’innocenza di Jughead attraverso l’autopsia dei genitori di Ethel, morti quando lui era ancora alla danza scalza, e poi i due amici, insieme, costringono Julian a raccontare allo sceriffo Keller di essersi intrattenuto con Ethel al momento degli omicidi, prima che la ragazza ritornasse a casa e rinvenisse i corpi dei suoi, in modo da scagionare anche lei. Intanto, il libro sulla sessualità non porta Kevin da nessuna parte, quindi Betty decide di troncare la relazione, dopodiché, osservando Kevin e Clay in atteggiamenti intimi, comprende che i loro problemi dipendevano dalla natura omosessuale dell’ex fidanzato. Fangs e Midge sono preoccupati da una presunta gravidanza di Midge, che viene infine confermata da un trucco di Toni, ma i genitori di lei non benedicono la loro unione, allora Toni dà una mano a Fangs per trasformarlo in una star del rock così da poter sostenere economicamente le spese del nascituro. Frattanto, Cheryl diffonde la falsa diceria di essere andata a letto con Archie e lo prega di reggerle il gioco, ma la voce arriva fino alle orecchie di Mary e dei Blossom, che, malgrado i dissapori, concordano sul far sposare Archie e Cheryl, soprattutto per salvaguardare la reputazione di quest’ultima. Tuttavia, dinanzi alla prospettiva di una vita calcolata e dipendente solo dagli influenti genitori di Cheryl, i due ragazzi optano di fuggire lontano, ma Toni dissuade Cheryl da una tale pensata e la spinge ad affrontare la sua omosessualità e Cheryl dice ad Archie che non è la ragazza per lui e lui scrive una poesia a Betty. Betty si confronta e ripara la sua amicizia con Kevin, per poi scoprire che Alice ha spedito Ethel dalle Sorelle della Mansueta Provvidenza e bruciato il suo libro di educazione sessuale. Mentre Veronica sistema la roulotte di Jughead, messa a soqquadro da Keller, e vi si scambia un bacio passionale, Archie viene visitato da suo zio Frank.

## Capitolo centoventidue: "Storie inquietanti"
- Titolo originale: Chapter One Hundred and Twenty-Two: Tales in a Jugular Vein
- Diretto da: Jeff Woolnough
- Scritto da: Greg Murray

### Trama
Al Fieldstone, capo direttore della Pep Comics, assegna a Jughead il compito di realizzare quattro storie per il prossimo numero dei fumetti entro il giorno successivo. Jughead si lascia ispirare da nuove tematiche, quali l’adolescenza e i peccati carnali, perciò, assistito da Veronica, inizia a stendere il proprio lavoro:
- Nella prima storia, il protagonista è l’impacciato Dilton Doiley, incapace di saper giocare nella sua squadra di basket della scuola, motivo per cui viene imprigionato dai compagni all’interno di un armadietto per una notte intera, al termine della quale il ragazzo, vittima di un crollo psicotico, si vendica dei suoi aguzzini decapitandoli ed usando le loro teste come palloni;
- La seconda storia segue le vicende di Archie, che, avendo l’auto in panne, chiede di passare la notte nella magione dell’anziana Nana Rose, che avverte il giovane di tenere la porta della sua camera chiusa per impedire alla sua nipote ninfomane, Cheryl, di intrufolarvisi. Archie, però, coglie l’occasione ed apre appositamente la porta, così lui e Cheryl consumano un rapporto al buio, ma, il mattino dopo, il ragazzo scopre da Nana Rose che Cheryl, in precedenza, ha contratto una forma letale di lebbra che gli ha inesorabilmente contagiato: il guasto alla macchina era stato orchestrato dalle donne per mettere alla prova Archie, che tuttavia ha fallito il suo test, destinato a subire la stessa sorte di Cheryl;
- Il terzo racconto vede Betty, ignorata dalla maggior parte dei suoi coetanei, riprendersi in mano la sua vita cambiando il proprio look: la ragazza sceglie un’acconciatura che sta spopolando in Europa, il cosiddetto “alveare”, che dev’essere costantemente mantenuta con della lacca per capelli. L’espediente riesce, infatti Betty attira l’attenzione dei maschi e le antipatie delle femmine, ma, durante un appuntamento con Archie, muore all’improvviso, scossa da violente convulsioni. Dall’autopsia risulta che la causa della morte sia da attribuire ad una miriade di ragni che, nati nell’immensa ciocca di Betty, hanno scavato in profondità nel suo cervello fino a provocarne le convulsioni;
- Nella quarta ed ultima storia, Archie intrattiene una doppia relazione sia con Betty, che con Veronica, riempiendole di belle parole su come preferisca l’una all’altra. A San Valentino, Archie mente ad entrambe, dicendo loro di voler rimanere a casa con sua madre, ma, quando lo vedono in compagnia di Cheryl più tardi, Betty e Veronica escogitano il loro piano di vendetta: dopo averlo allettato con una proposta sessuale, le due ragazze stordiscono Archie e procedono a tagliarlo a metà servendosi di una sega circolare.

Alla fine dei vari racconti, che, secondo lei, demonizzano le donne, Veronica resta interdetta e prende la decisione di rompere con Jughead, mentre invece Fieldstone le apprezza talmente tanto da concedergli l’aggiunta del suo nome sulla loro intestazione.

## Capitolo centoventitre: "Peep Show"
- Titolo originale: Chapter One Hundred and Twenty-Three: Peep Show
- Diretto da: Amy Myrold
- Scritto da: Ted Sullivan

### Trama
Il preside Featherhead e il signor Werthers, psicologo infantile alla Riverdale High, bandiscono i fumetti dalla scuola perché portatori, a loro dire, di vizi e oscenità, mentre Jughead si rende conto che diversi racconti della Pep Comics sono stati palesemente copiati dai lavori del suo scrittore preferito, Brad Rayberry, che viene da lui avvisato della cosa. Nonostante le iniziali tensioni, Rayberry e Fieldstone raggiungono un accordo, e Jughead stringe amicizia con il suo idolo. Nel frattempo, Frank costringe Archie a prendersi carico delle sue responsabilità, in quanto unico uomo di casa dopo la morte del padre, pertanto gli trova un lavoro da benzinaio al Pop’s e da porta-acqua per la squadra di basket scolastica, nella quale Archie rifiuta di entrare a causa dei ricordi legati al caro Fred, ma, grazie ad un discorso di Mary, capisce che deve farlo per andare avanti con la sua vita e rendere fiero il papà. Betty, desiderosa di apparire più bella e attraente ai propri occhi, chiede consiglio a Veronica, che la sprona ad indossare lingerie intima e ad uscire con dei ragazzi della Stonewall Prep, ma Betty prova qualcosa per Archie, così le due amiche si appostano dalla finestra di camera di Betty per spiarlo mentre si cambia, pur venendo scoperte. Fortunatamente, Archie ammette a Betty di essersi eccitato, e i due si danno dunque appuntamento la sera stessa per finire ciò che hanno iniziato. Intanto, Jughead ruba di nascosto un manoscritto inedito a Rayberry e, apprezzandolo molto, gli suggerisce di pubblicarlo, ma l’uomo lo accusa di furto e caccia in malo modo da casa sua. Cheryl aggiunge Toni alla squadra delle cheerleaders, contro le obiezioni della criticona Evelyn, la quale non accetta che una dello stesso orientamento sessuale di Toni faccia parte delle Vixens. Cheryl, alla fine, trova il coraggio di confidare per la prima volta a Toni di essere attratta dalle ragazze, e più in particolare a lei, tanto che le due si baciano nello spogliatoio. Archie e Betty, come concordato, cominciano a spogliarsi per eccitarsi a vicenda attraverso le rispettive camere da letto, ma vengono colti in flagrante dai genitori.

## Capitolo centoventiquattro: "Dirty Dancing"
- Titolo originale: Chapter One Hundred and Twenty-Four: Dirty Dancing
- Diretto da: Jesse Warn
- Scritto da: Aaron Allen

### Trama
La notizia della “scenata” tra Archie e Betty trapela facilmente a Riverdale, mettendo in cattiva luce la ragazza, additata in qualità di spregiudicata e priva di pudore. Betty, inoltre, subisce l’ira di Alice, che la obbliga a dover presenziare alle puntate del programma di danza di suo padre Hal, “Riverdale Grandstand”, mentre anche Veronica, come punizione dei genitori per aver condotto Betty sulla strada sbagliata, viene prosciugata dai suoi soldi e costretta a lavorare al cinema “Babylonium”, dove fa la conoscenza di Clay. Intanto, su pressione di Tom, Kevin entra nei Bulldogs per accrescere la propria virilità, ma Archie, fin da subito, sospetta che ci sia qualcosa sotto. Kevin cerca di integrarsi quanto più possibile, ed arriva persino ad accettare di trascorrere una notte in compagnia della prostituta Twyla Twist, ma purtroppo la serata finisce molto male, così Archie preleva Kevin in lacrime e lo riaccompagna a casa. Tom, che si rivela la mente dietro l’organizzazione dell’appuntamento del figlio con Twyla, toglie Kevin dalla squadra, anche se Archie continua a volergli essere amico. Jughead, nel frattempo, è combattuto sull’ultimatum impostogli da Featherhead e Werthers: smettere di scrivere fumetti dell’orrore, oppure abbandonare la scuola. Dopo aver risolto le divergenze con Rayberry, Jughead segue il consiglio di quest’ultimo e lascia credere a Featherhead e Werthers di cedere al loro ricatto, quando, al contrario, s’inventa un proprio pseudonimo per proseguire col suo lavoro indisturbato. Veronica e Clay preparano una pubblicità con cui sperano di richiamare gli abitanti di Riverdale al Babylonium, ma il signor Lemley, il proprietario, comunica loro che è in trattativa per vendere il cinema proprio ad Hiram ed Hermione. Veronica, tuttavia, batte i genitori sul tempo ed acquista per prima il Babylonium smerciando un famoso quadro di famiglia. Stufa delle macchinazioni di Alice ed Hal, Betty esegue un numero di ballo alquanto spinto durante una delle trasmissioni di Riverdale Grandstand, il che porta Alice a rimuoverla dallo show, ma, al tempo stesso, a mandarla in terapia da Werthers. In tutto ciò, Rayberry riceve l’inaspettata visita del lattaio.

## Capitolo centoventicinque: "Un nuovo giocatore"
- Titolo originale: Chapter One Hundred and Twenty-Five: Hoop Dreams
- Diretto da: Sierra "Shooter" Glaude
- Scritto da: Evan Kyle

### Trama
I Bulldogs collezionano una sconfitta dopo l’altra, di conseguenza Frank, diventato il loro nuovo allenatore, ottiene il permesso dai Blossom, finanziatori della squadra, di reclutare un nuovo giocatore proveniente da una vicina cittadina, di nome Reggie Mantle. Reggie si trasferisce così in casa Andrews e subito dimostra il proprio eccezionale talento nel basket, sebbene si allontani da tutto e da tutti, mantenendo un comportamento distante e indifferente, giustificato dal fatto che, nella sua vecchia scuola, era stato bullizzato dai compagni per le sue origini coreane. Nel frattempo, Tabitha ritorna a Riverdale e riallaccia i rapporti con Jughead, mentre Toni, quando Cheryl le propone di ufficializzare la loro storia in privato, non se la sente di continuare, spaventata dai diversi stili di vita che seguono. Veronica, che cerca inutilmente di flirtare con Reggie, assume Kevin al Babylonium e sembra provarci con Clay. Tuttavia, Kevin le confessa la verità sulla sessualità del ragazzo, perciò Veronica, sospettosa già al riguardo, accetta senza batter ciglio. Pressata da Werthers e dai genitori, Betty si unisce alle River Vixens per “guarire” dai suoi recenti appetiti, intanto che Toni domanda a Cheryl il favore di sostenere l’avvio di un club letterario per l’inclusione degli studenti neri, richiesta che Cheryl approva con fervore, delegandole i soldi che sarebbero dovuti servire per i Bulldogs. Toni, quindi, rivaluta la situazione e invita Cheryl a riprendere la loro relazione. Frattanto, dopo giorni di silenzio da parte di Rayberry, Jughead viene a sapere dallo sceriffo Keller della morte dell’uomo, apparentemente suicida.

## Capitolo centoventisei: "Ragazze ribelli"
- Titolo originale: Chapter One Hundred and Twenty-Six: Betty & Veronica Double Digest
- Diretto da: Alex Sanjiv Pillai
- Scritto da: Will Ewing

### Trama
Mentre Jughead piange la dipartita di Rayberry, Betty continua controvoglia la terapia insieme al dottor Werthers, al quale confida i suoi desideri sessuali sempre più forti e dell’idea di non volersi mai sposare in vita propria. Tali notizie agitano notevolmente Werthers, che allarma subito Alice, portandola a invadere la privacy della figlia e a leggere il contenuto dei suoi diari segreti. Sconvolta, Betty ripaga Werthers con la stessa moneta, quindi, a tarda notte, s’intrufola nel suo ufficio, dentro cui scova una copia del libro “Lolita”, scritto dall’autore russo Vladimir Nabokov, che Jughead sostiene trattare di una scabrosa storia circa l’attrazione perversa di un uomo nei confronti di una bambina di 12 anni. Dopo aver letto Lolita, Betty accusa Werthers di fantasticare su di lei e gli impone così di interrompere le loro sedute, ma Alice si oppone. Proprio quando la donna, esortata da Betty, sta per rivelarle l'origine del suo comportamento tanto opprimente, interviene Hal, che manda Betty in camera sua, e, a partire dal giorno dopo, Alice annuncia a Betty di non essere più sua madre. Intanto, Veronica tenta di promuovere il Babylonium con una serata di proiezioni dei film di James Dean, ma purtroppo, a causa di pellicole fallate, non riscuote altro che esiti negativi. Dietro all’imprevisto e ai numerosi rifiuti da parte di famose case di produzione cinematografiche di Hollywood, Veronica intuisce lo zampino dei genitori in ritorsione all’acquisto del Babylonium, sottratto a loro. Ispirata dai consigli di Jughead, Kevin e Clay, Veronica si adatta però a nuovi ed esilaranti marchingegni per trasformare le proiezioni di film meno conosciuti in divertenti esperienze interattive, anche grazie all’aiuto di Archie e Reggie, che a poco a poco si sta aprendo con Veronica, nonostante la sua notorietà la tenga parecchio impegnata. Al termine di una giornata di successo, Veronica scopre che i suoi genitori l’hanno sfrattata dalla Pembrooke, perciò la ragazza trasloca al Babylonium. Nel frattempo, lo sceriffo Keller interpella Jughead nel caso di morte di Rayberry.

## Capitolo centoventisette: "American graffiti"
- Titolo originale: Chapter One Hundred and Twenty-Seven: American Graffiti
- Diretto da: Kevin Sullivan
- Scritto da: Nate Burke, Sam Rubinek

### Trama
Per ricompensare Archie del suo rendimento scolastico migliorato, Frank gli concede indietro la sua amata automobile. Reggie chiede e gli viene permesso da Archie di guidare la sua macchina per un appuntamento con Veronica la sera stessa di un’uscita tra Archie e Betty, che non procede troppo bene data l’ansia del ragazzo su eventuali incidenti con l’auto, così, dopo che Reggie si ritira a notte fonda, Archie lo rimprovera aspramente. La relazione segreta di Cheryl e Toni, nel frattempo, non si concilia con i loro rispettivi impegni: da una parte, Cheryl e le sue Vixens, e dall’altra, Toni con il suo “Black Athena”, il club di letteratura afroamericana. Cheryl convince dunque Toni a poter partecipare ad uno degli incontri del Black Athena, come fa anche Kevin per Clay, mentre Jughead e Tabitha, certi che quello di Rayberry sia stato un omicidio, indagano sulla faccenda. I due si mettono alla ricerca di indizi nell’appartamento di Rayberry, sino a scoprire, attraverso delle lettere, l’esistenza di una presunta moglie, June Simpson, una donna di colore che abita nel South Caroline. Una volta contattata e convocata June a Riverdale, ciò che emerge dal racconto della donna è che Rayberry e June si sposarono anni prima, ma lei e la sua famiglia soffrirono diversi soprusi discriminatori, al punto che Rayberry decise di andare altrove per pubblicare il suo ultimo romanzo e racimolare i soldi necessari a partire, insieme a June, per Parigi. Intanto, Betty e Veronica organizzano un doppio appuntamento con Archie e Reggie, i quali non riescono a non pensare ad altro se non alla loro passione per le auto. Quando la macchina di Archie si ferma in mezzo alla strada, i ragazzi s’incamminano verso il Pop’s per recuperare della benzina, mentre Betty e Veronica, stanche di aspettare, si fanno dare un passaggio da Cheryl, Toni e Midge. Durante la passeggiata, Archie e Reggie si riappacificano, ed inoltre Pop regala a Reggie un suo vecchio macinino da sistemare, per il quale il giovane chiede l’aiuto di Betty, esperta di motori. Intanto, la storia di June incoraggia Tabitha a riprendere il tour dei Till, e Jughead, invece, capisce da un’anziana vicina di casa di Rayberry che, la sera della sua morte, l’uomo venne visitato dal lattaio.

## Capitolo centoventotto: "Ululare a Halloween"
- Titolo originale: Chapter One Hundred and Twenty-Eight: Halloween II
- Diretto da: Ronald Paul Richard
- Scritto da: Felicia Ho

### Trama
Quando lo sceriffo Keller si dimostra irremovibile a discapito delle prove da lui trovate che suggeriscono che qualcuno abbia ucciso Rayberry, Jughead telefona a Ethel ed ha l’idea di rintracciare l’autore anonimo del fumetto sul lattaio. Poco tempo dopo, Ethel riesce a fuggire dal manicomio delle suore in attesa di compiere 18 anni, così Jughead le propone di soggiornare di nascosto nell’appartamento abbandonato di Rayberry. Frattanto, Halloween si avvicina e Veronica non vede l’ora di festeggiarlo, ma si scontra con la dura tradizione di Riverdale, che esige un coprifuoco al tramonto per garantire la sicurezza di tutti, dal momento che, anni prima, un gruppo di quattro adolescenti rimase ucciso in un incidente d’auto. Tuttavia, Veronica non intende arrendersi, pertanto, fiancheggiata da Kevin e Clay, allestisce una festa da “paura” presso il suo Babylonium, che in un baleno risulta sold-out. Nonostante le intimidazioni di Alice, che da sempre conduce un programma televisivo la notte di Halloween per accollare la gente di Riverdale, Veronica va avanti con la sua serata, mentre Toni persuade Cheryl a lasciar perdere il suo classico pigiama party tra Vixens per presenziare alla festa di Veronica, dove potranno essere libere di mostrarsi finalmente per ciò che sono senza maschere. Intanto, Betty, indecisa sui suoi altalenanti sentimenti sia per Archie, sia per Reggie, invita entrambi a passare Halloween con lei all’insegna di “dolcetto o scherzetto” e visitando cimiteri e posti lugubri. Conseguentemente, Archie e Reggie competono per l’attenzione di Betty, ma, all’ultimo, Reggie si accorge del profondo legame che sussiste tra gli altri due, quindi li lascia da soli, venendo per la strada incrociato da Julian e alcuni Bulldogs, ai quali si unisce. Mentre si baciano per la prima volta, Archie e Betty sono costretti a svignarsela dopo aver intravisto il lattaio da una finestra, e, nel contempo, lo spettacolo di Veronica intasca ottimi risultati, infatti Cheryl e Toni arrivano addirittura a baciarsi in pubblico. In seguito alla festa, però, Kevin e Clay chiedono a Veronica perché stia abitando al Babylonium, ma lei preferisce mentirgli piuttosto che ammettere la verità e di patire la lontananza dai genitori. Cheryl, Toni, Fangs e Midge si radunano al Pop’s per esporre a vicenda i propri segreti: Cheryl e Toni confidano di stare insieme, mentre Fangs e Midge di aspettare un bambino; il tutto sotto lo sguardo compiaciuto di Evelyn. Nel frattempo, Jughead e Ethel, durante una festa di Halloween della Pep Comics, vengono a conoscenza del fatto che il fumettista del lattaio, Ted Sullivan, è morto qualche tempo più tardi alla pubblicazione del suo scritto, dopodiché Jughead accompagna Ethel all’appartamento di Rayberry, in cui ad attenderla vi è il lattaio. Jughead capisce appena in tempo cosa sta succedendo e si precipita immediatamente da Ethel, solo per trovarsi davanti il cadavere del lattaio, ucciso da Ethel, mentre, altrove, Frank avvisa Archie di un incidente capitato all’auto di Julian, che coinvolge anche Reggie.

## Capitolo centoventinove: "Dopo la caduta"
- Titolo originale: Chapter One Hundred and Twenty-Nine: After the Fall
- Diretto da: Julia Bettencourt
- Scritto da: Gigi Swift

### Trama
I Bulldogs, incluso Reggie, sopravvivono al tremendo incidente stradale, ma Julian sprofonda in coma, per cui suo padre Clifford accusa Reggie dell’accaduto ed impone il proseguimento del campionato nazionale di basket, contro il volere di Cheryl. Archie sostituisce Julian in veste di nuovo capitano della squadra, ruolo che, secondo lui, sarebbe più adatto a Reggie, mentre Ethel, dopo la traumatica vicenda con il lattaio, torna a vivere dai Cooper e riprende a lavorare alla Pep Comics. Desiderosa di raccontare la propria storia, senza incorrere in minacce e denunce personali, Ethel realizza, in collaborazione con Jughead, un fumetto horror su un postino assassino, che viene approvato anche da Fieldstone. Intanto, il comportamento di Alice fa sì che Betty si trasferisca da Veronica, irrompendo insieme nella Pembrooke. Le due amiche si danno così alla pazza gioia, organizzando un pigiama party con Kevin e Clay, e confidandosi reciprocamente i propri demoni interiori: Betty rivela di sentirsi diversa dalla propria famiglia, e Veronica ritiene di essere stata uno “sbaglio” per i suoi genitori. Insospettita dalla situazione, Mary scopre in che condizioni vivono Betty e Veronica, perciò, furiosa, rimprovera i rispettivi genitori per quanto hanno causato alle figlie, costringendo Hiram ed Hermione a riaccogliere Veronica legalmente alla Pembrooke, ed Alice ad avvicinarsi di nuovo a Betty. Nel frattempo, mentre Julian si risveglia dal coma, Archie e i Bulldogs, saputo da Cheryl del nefasto progetto che Clifford ha in serbo per Reggie, ossia escluderlo dalla squadra, fronteggiano l’uomo e, sotto minaccia, lo inducono a nominare Reggie capitano per tutta la stagione. Alla fine, i Bulldogs stravincono sugli avversari della Stonewall Prep, ed Archie regala a Reggie la toppa di basket appartenuta al padre. 

## Capitolo centotrenta: "Caccia alle streghe"
- Titolo originale: Chapter One Hundred and Thirty: The Crucible
- Diretto da: Mädchen Amick
- Scritto da: Janine Salinas Schoenberg, Will Ewing

### Trama
Mentre i ragazzi sono impegnati nella realizzazione di un’esibizione corale tratta dalle loro opere letterarie preferite, la signora Thornton, docente d’inglese, viene sollevata dal suo incarico perché incolpata di essere una comunista. Il licenziamento della Thornton, che stava supportando Archie con la sua crescente passione per la poesia, lascia spazio alla nuova arrivata, Geraldine Grundy, che accoglie subito Archie sotto la sua ala. Clifford e Penelope, informati da una Evelyn bramosa di usurpare il posto di Cheryl, minacciano quest’ultima di toglierle le sue adorate River Vixens qualora non confermasse le ipotesi circa gli orientamenti sessuali “deviati” di alcuni dei suoi compagni, tra cui Cheryl stessa, Toni, Kevin e Clay. In un primo momento, i quattro ragazzi provano a fingere di starsi frequentando in maniera “normale”, ma poi Cheryl sceglie di non piegarsi al ricatto dei genitori, così rifiuta di collaborare, perdendo la sua autorità sulle Vixens. Frattanto, Veronica rimane sorpresa dalla recente comparsa di suo padre Hiram, che si giustifica dicendo di volersi in qualche modo riconnettere alla figlia, ma, ben presto, Veronica scopre la verità quando le si avvicina un agente dell’FBI, Glen Scot, il quale mostra alla ragazza delle fotografie che proverebbero il fatto che suo padre intrattenga rapporti coi comunisti di Cuba. Hiram, quindi, comunica a Veronica che il reale motivo dietro la sua venuta a Riverdale è il disperato bisogno di ottenere da lei una falsa testimonianza che lo prosciolga da tutte le accuse a suo carico. Delusa e amareggiata, Veronica declina l’offerta del padre, ma, dopo aver sentito, a lezione, il commovente monologo di Archie, con cui si scambia un bacio, prende la decisione di aiutare Hiram solo perché ha finalmente capito che la sua colpa non è di essere comunista, bensì un casanova, avendo infatti tradito Hermione con una donna di Cuba. In cambio del suo sostegno, però, Veronica esige da Hiram la cessione totale della Pembrooke. Nel frattempo, Betty rimedia alla chiusura del Blue and Gold aprendo a sua volta uno sportello anonimo di newsletter per gli adolescenti di Riverdale, che incassa un immediato successo, mentre l’euforia di Jughead e Ethel in merito alla pubblicazione del loro fumetto si frantuma vista la forte repulsione di molti edicolanti nei confronti dello scritto, dipendente dalla campagna diffamatoria avviata da Featherhead e Werthers. I due risolvono il problema vendendo e distribuendo i fumetti illegalmente, pur venendo beccati da Keller. Hiram abbandona Riverdale, e, contemporaneamente, sopraggiunge Hermione, che mette al corrente Veronica dell’imminente chiusura del programma televisivo di famiglia e del divorzio da Hiram, dunque le propone di ricucire il loro rapporto madre-figlia, intanto che Featherhead passa alle maniere forti, acquistando i fumetti dai ragazzi della Riverdale High in modo tale da bruciarli pubblicamente in un grande falò.

## Capitolo centotrentuno: "Archie the musical"
- Titolo originale: Chapter One Hundred and Thirty-One: Archie the Musical
- Diretto da: Ronald Paul Richard
- Scritto da: Tessa Leigh Williams

### Trama
Kevin è entusiasta per la produzione del prossimo spettacolo musicale scolastico, che intitola “Archie the Musical”, avente come protagonista proprio Archie, in balia di una crisi esistenziale: il ragazzo, infatti, attraverso le canzoni composte da Kevin e Clay, si rende conto di non sapere ancora cosa farne della sua vita, divisa tra il dovere di giocare a basket e l’amore per la poesia. Grazie a Jughead, Archie realizza di volersi concentrare solo sulla scrittura, così, malgrado le lamentele di Frank, abbandona la squadra dei Bulldogs e, allo stesso tempo, si prende una pausa anche da Betty e Veronica. Le due, nel frattempo, si legano sempre di più, e arrivano alla conclusione di mettere da parte i sentimenti per Archie affinché possano esplorare meglio la loro profonda amicizia. Intanto, nessuna delle canzoni proposte soddisfa le aspettative della maggior parte del cast dello show, tant’è che addirittura Jughead, Reggie e Archie decidono di non parteciparvi, quest’ultimo sostituito da Julian. Inoltre, Cheryl e Toni non intendono esibirsi finché Kevin non approverà una fantastica canzone che parla della vita nascosta che ognuno di loro sta celando al mondo intero, mentre Betty e Veronica, a loro volta, ne creano una sul rapporto che stanno costruendo. Nel frattempo, Kevin viene devastato dall’annuncio del divorzio dei suoi genitori, e le cose peggiorano inesorabilmente quando, il giorno successivo, il preside Featherhead, pur contento del risultato finale, rifiuta di finanziare il musical per sostituirlo con qualcosa di più tradizionalista. Fin troppo abbattuto, Kevin esplode di rabbia e tristezza davanti agli amici, a cui Clay racconta la verità sulla faccenda dei genitori. A questo punto, i ragazzi, comprendendo la sofferenza di Kevin, gli offrono il loro sostegno intonando una canzone di solidarietà tutti insieme.

## Capitolo centotrentadue: "La nuova reginetta"
- Titolo originale: Chapter One Hundred and Thirty-Two: Miss Teen Riverdale
- Diretto da: Michael Goi
- Scritto da: Aaron Allen, Chrissy Maroon

### Trama
A Riverdale fervono i preparativi per l’annuale concorso di bellezza che decreterà la nuova “Miss Reginetta”: a parteciparvisi figurano Betty, Veronica, Cheryl, Toni, Midge ed Evelyn, che gareggiano per i rispettivi interessi. Le ragazze vengono istruite da Alice, ex reginetta a suo tempo, ma Betty percepisce l’angoscia che affligge Ethel, ridotta ad assistente di Alice. Come confesserà in seguito a Betty, Ethel desidera potersi esibire insieme alle altre, aspettativa a lei preclusa dal momento che, agli occhi della società, non incarna le migliori qualità che spettano ad un’aspirante reginetta. Tuttavia, a causa del ritiro forzato di Midge, allontanata da Alice nel convento delle Sorelle della Mansueta Provvidenza dopo la scoperta della sua gravidanza, Betty incentiva Ethel a rimpiazzarla, scatenando la conseguente ira della madre. Mentre Cheryl e Toni permettono a Fangs di telefonare Midge, Betty e Veronica minacciano Hal di tirarsi indietro se lui non convincerà Alice ad accettare Ethel alla competizione. Il concorso può dunque iniziare, con Blossom, Featherhead e Werthers giudici. Ethel stupisce chiunque in città cantando “Who Will Love Me As I Am”, che le vale la vittoria, ma Betty, poco dopo, viene a sapere che Alice ha truccato il voto finale, che avrebbe invece proclamato reginetta proprio Betty. Quest’ultima, ciononostante, si rallegra al pensiero che sua madre abbia compiuto una buona azione.

## Capitolo centotrentatre: "La star del burlesque"
- Titolo originale: Chapter One Hundred and Thirty-Three: Stag
- Diretto da: Rob Seidenglanz
- Scritto da: Ryan Terrebonne

### Trama
Julian invita Archie, Reggie e il resto della squadra a prendere visione di un film pornografico, e Veronica consente di riprodurlo nel suo cinema, a patto che anche lei e Betty vi assistano. Tuttavia, durante la serata, Betty interrompe bruscamente il filmato quando si rende conto che l’attrice protagonista è sua sorella maggiore Polly, che ha ormai lasciato Riverdale da anni. Dopo aver telefonato a Polly, Betty scopre che la sorella ha intrapreso la carriera di ballerina burlesque, tanto da diventarne una vera e propria star, soprannominata “Polly Amorous”. Esortata dalla sorella, Polly torna in visita a Riverdale, svelando che i genitori non hanno mai accettato la sua scelta di vita, al contrario di Betty, che subito ammira il coraggio di Polly. Nel frattempo, Archie e Reggie vengono ingannati da Julian, che presta loro un video di lotta wrestler tra uomini che gli fa mettere in dubbio la loro sessualità, infatti i due amici decidono di allargare i propri orizzonti andando a letto insieme con la prostituta Twyla Twist. Jughead e Fieldston devono tenere testa all’ultima trovata di Featherhead, Werthers e Blossom, i quali impongono loro delle linee guide da rispettare nella stesura dei fumetti della Pep Comics, ma, nonostante l’aiuto di Veronica, falliscono miseramente e, mentre si sfogano sull’accaduto, Jughead e Veronica si baciano di nuovo. Intanto, Cheryl e Toni, ispirate da una rivista per ragazze lesbiche, svolgono un servizio fotografico in biancheria intima, mentre Betty presenta Polly a Veronica, sua grande fan, che la prega di mettere su un’esibizione al Babylonium in un evento per sole donne. Terminato il suo numero, Polly riferisce a Betty di essere in procinto di sposarsi con un agente di borsa e le propone di farle da damigella d’onore. In seguito alla partenza di Polly, Betty affronta Alice, che si è rifiutata di presenziare allo spettacolo, rinfacciandole che i metodi oppressivi della madre derivano dall’invidia nutrita nei confronti di Polly, che ha saputo emanciparsi dal controllo dei genitori e seguire la sua strada. Frattanto, dopo che Penelope distrugge un dipinto che raffigura le due ragazze, Cheryl, in gesto di sfida, chiede a Toni di inviare le loro fotografie provocanti per mostrarle sulla rivista.

## Capitolo centotrentaquattro: "L'anteprima"
- Titolo originale: Chapter One Hundred and Thirty-Four: A Different Kind of Cat
- Diretto da: Kevin Rodney Sullivan
- Scritto da: Ariana Jackson, Evan Kyle

### Trama
La famosa attrice e cantautrice nera Josie McCoy giunge a Riverdale e, inizialmente, sosta al Babylonium, dove conosce Veronica, spiegandole di essere intenzionata a proiettare il suo prossimo film, “Going Uptown”, in un ridente paesino di provincia come Riverdale per tastare bene il terreno prima del debutto ad Hollywood. Veronica approva l’idea di Josie e l’aiuta ad ambientarsi meglio in città, mentre spinge Jughead, con il quale ha avviato apertamente una relazione, a inventare un nuovo soggetto per i suoi fumetti: Jughead, così, concepisce “Sabrina-Vita da strega”, che, purtroppo, viene respinta dal pesante tribunale inquisitorio. Intanto, Betty ha in mente di scrivere un libro basato sulle confessioni anonime degli adolescenti di Riverdale mandate presso la sua newsletter, “Teenage Mystique”. Per via di un imprevisto, Cheryl è costretta a rivelare a Betty della sua storia con Toni, ma Betty, colpita, chiede alle due di poter scattare anche a lei delle foto seducenti da apporre sulla copertina del libro e, per l’occasione, Cheryl fa omaggio a Betty di uno splendido dipinto ad olio. Archie, nel frattempo, s’invaghisce della signora Grundy, cui dedica addirittura una poesia d’amore durante una serata al Dark Room, dopodiché, avendo ricevuto un no in risposta, viene stimolato dall’insegnante a comporre uno scritto sul suo dolore più grande, che, nel caso di Archie, è la morte del padre Fred. Tuttavia, Frank disapprova con ostinazione il lavoro di Archie, e, in parallelo, su richiesta di Toni, Josie prende parte ad una seduta di lettura del Black Athena, il che le dà il coraggio necessario a far partire subito l’organizzazione del suo film al Babylonium senza remore. Veronica, Kevin e Clay curano la serata nei minimi dettagli, e, nonostante un piccolo incidente di percorso rischi di mandare tutto all'aria, il film di Josie riscuote un enorme successo da parte della critica. Prima di ripartire alla volta di Hollywood, Josie decide di rimanere in contatto con Veronica e la persuade a smetterla di proiettare film, bensì a realizzarli.

## Capitolo centotrentacinque: "Per un domani migliore"
- Titolo originale: Chapter One Hundred and Thirty-Five: For A Better Tomorrow
- Diretto da: Greg Smith
- Scritto da: Ted Sullivan, Greg Murray

### Trama
La morte di un uomo affetto da quella che sembra una rara forma di lebbra riaccende in Jughead la volontà di capire cosa stia accadendo in città una volta per tutte. Tramite un confronto con il medico legale Curdle Jr., Jughead apprende che il misterioso uomo, in realtà, era stato esposto a pesanti radiazioni e che, tra l’altro, lavorava nella fabbrica di sciroppo d’acero della famiglia Blossom, così come Manfred Muggs, padre di Ethel, e, per un periodo, anche Rayberry. Sentendo le preoccupazioni di Jughead, che sospetta dei Blossom, Dilton lo informa che, tempo prima, suo padre e quello di Ethel stavano discutendo in merito al ritrovamento di palladio all’interno della fabbrica di Blossom, un metallo raro da adoperare nella creazione di bombe atomiche. Nel frattempo, Betty, Veronica e Ethel s’iscrivono a scuola guida, e, per ultimare il corso, è necessario un certificato di nascita. Betty si offre di recuperare il documento di Ethel direttamente da casa sua, ma, in compenso, trova una cassetta contenente molteplici assegni destinati nel corso degli anni dai Cooper ai genitori di Ethel, con, in aggiunta, una fotografia che immortala Hal reggere in braccio una bambina. Faccia a faccia coi suoi, Betty scopre che Ethel è frutto di un rapporto extraconiugale tra Hal e Mildred, madre naturale di Ethel; Alice, nel tentativo di nascondere lo scandalo, perdonò Hal e i due continuarono a pagare le spese della piccola fino al compimento dei suoi 16 anni. Betty perdona Alice per averle mantenuto il segreto, mentre, altrove, Archie prende in considerazione l’idea di entrare nella marina mercantile, ma Frank cerca ancora di manipolarlo affinché segua le orme del padre e si arruoli nell’esercito, con lo scopo di fargli abbandonare la poesia. Stanca delle maniere del cognato, Mary caccia via di casa Frank. Intanto, più circospetto che mai, Jughead si rivolge a Cheryl, la quale, dopo aver ascoltato un dialogo in russo dei genitori, accetta di aiutarlo a smascherarli, perciò, dapprima rinviene nello studio del padre uno scomparto segreto pieno di uniformi da lattaio, e poi riceve conferma che le miniere di famiglia traboccano di palladio. Successivamente, Jughead e Cheryl s’incontrano a tarda notte e scattano delle fotografie incriminanti nelle miniere da mostrare all’FBI, che, il giorno seguente, arresta Clifford e Penelope con l’accusa di tradimento e cospirazione: infatti, la coppia, di origini russe, stava lavorando al cosiddetto “Progetto Moloch”, che prevedeva la costruzione di una bomba atomica da cedere alla propria madrepatria contro l’America, e, quando persone come Muggs e Rayberry iniziarono ad avvicinarsi alla verità, assoldarono il lattaio per eliminarli. Nel contempo, Alice ed Hal rivelano ogni cosa a Ethel, che tuttavia rifiuta di essere da loro adottata per poter cominciare una nuova vita lontana da Riverdale, pertanto, dopo aver salutato Alice, Betty, Veronica e Jughead, Ethel parte insieme al suo fidanzato, Ben Button, verso Hollywood.

## Capitolo centotrentasei: "Un nuovo mondo"
- Titolo originale: Chapter One Hundred and Thirty-Six: The Golden Age of Television
- Diretto da: Tara Dafoe
- Scritto da: Roberto Aguirre-Sacasa, Tessa Leigh Williams

### Trama
L’arresto dei coniugi Blossom provoca il licenziamento di Featherhead, sospettato di complicità e sostituito da Waldo Weatherbee, mentre anche Werthers si dimette dal suo incarico per un ruolo di maggior prestigio a Washington. Archie continua ad inseguire il proprio sogno di diventare un famoso poeta, così prende la decisione di partire per un viaggio itinerante in giro per l’America alla ricerca di ispirazione, e, intanto, promette a Reggie che si occuperà delle mansioni da svolgere alla fattoria dei suoi genitori quando l’amico sarà partito per il college. Nel frattempo, infischiandosene delle linee guida inquisitorie, Jughead e Fieldstone pubblicano l’ultimo fumetto nella storia della Pep Comics, ormai prossima alla chiusura, ovvero “La Cometa”, basato sul racconto originale di WEB Du Bois, cosa che invoglia Veronica a produrne un lungometraggio cinematografico in collaborazione con Kevin e Clay. Il libro di Teenage Mystique di Betty è pronto e la ragazza regala la sua primissima copia ad Alice, nella speranza che la madre possa conoscerla un po' meglio, come infatti succede: Betty ed Alice, finalmente, si riappacificano. In tutto ciò, Jughead viene visitato dalla Tabitha proveniente dal futuro, che gli restituisce la sua memoria passata attraverso la visione di tutte le avventure che il giovane e i suoi amici hanno vissuto. Tabitha chiarisce di aver intrecciato tutte le linee temporali in un’unica sola, vale a dire quella del 1955 nella quale i ragazzi sono stati mandati da lei e da cui non è più possibile tornare indietro. Ripresa conoscenza, Jughead invita il resto dei compagni a fare lo stesso, perciò, uno ad uno, Archie, Betty, Veronica, Cheryl, Toni e gli altri riacquistano la memoria, ma la maggior parte di loro sceglie di conservare solamente i ricordi belli, dimenticando quelli brutti, tranne Betty e Jughead, che preferiscono avere sempre a mente le cicatrici che li hanno resi tali. La Tabitha angelo custode di Riverdale si congeda da Jughead con un bacio, perché ormai impegnata nel dovere di proteggere l’attuale linea temporale che i ragazzi dovranno percorrere negli anni a venire.

## Capitolo centotrentasette: "Addio Riverdale"
- Titolo originale: Chapter One Hundred and Thirty-Seven: Goodbye, Riverdale
- Diretto da: Roberto Aguirre-Sacasa
- Scritto da: Roberto Aguirre-Sacasa

### Trama
2023. Una Betty 86enne e malata di Alzheimer esprime il desiderio a sua nipote Alice di accompagnarla nella sua adorata città natale, Riverdale, prima di spirare. Durante la notte, Betty s’imbatte nella visione di Jughead narratore, il quale le permette di rivivere il giorno della consegna degli annuari scolastici del 1957. Nel seguire Jughead, Betty ritorna momentaneamente giovane ed ha così l’opportunità di poter rincontrare e salutare un’ultima volta i suoi più cari amici, ricordandone i bei momenti trascorsi insieme e ciò che hanno compiuto in vita: Archie abbandonò Riverdale per viaggiare il mondo, sposandosi e guadagnandosi da vivere nell’ambito dell’edilizia, anche se continuò a dedicarsi alla scrittura di poesie, dopodiché, per sua volontà, venne seppellito a Riverdale accanto al padre Fred; Veronica, dopo il diploma, cominciò uno stage presso uno studio di cinema, per poi mettersene al capo, trasformandosi in un pezzo grosso di Hollywood e vincendo addirittura due Oscar per i film che realizzò; Jughead non si sposò mai ed aprì una sua casa editrice di fumetti che riscontrò grande successo soprattutto tra i giovani; l’amore di Cheryl e Toni le condusse al matrimonio e all’adozione di un bambino, e, mentre la prima riscosse fama e notorietà tramite la pittura, la seconda portò avanti la lotta per i diritti civili; Reggie raggiunse il suo obiettivo di campione di basket americano e sposò una donna, dalla quale ebbe due figli che ereditarono la concessionaria del padre; Kevin e Clay andarono a convivere fuori città per proseguire gli studi e successivamente maritarsi, diventando rispettivamente fondatore di una compagnia teatrale off-Broadway e docente universitario; Fangs realizzò il sogno di sfondare nel mondo della musica, ma purtroppo morì nel mentre di un tour estivo a causa di un brusco incidente, nonostante i soldi della sua carriera garantirono a Midge e alla loro bambina una vita agiata; Alice trovò finalmente il coraggio di divorziare da Hal e di intraprendere il lavoro di hostess, fino a sposare un uomo che lei stessa salvò da un possibile disastro aereo; Polly, dopo la nascita di due gemelli, Juniper e Dagwood, lasciò il personaggio di Polly Amorous e si consacrò ai figli; Mary acquistò la boutique in cui lavorava e si legò sentimentalmente ad una donna, Brooke; Frank e Tom furono uccisi in una sparatoria da un brutto ceffo di nome Chic; infine, Betty, in base ai suoi ricordi, come Jughead, non si unì mai in matrimonio, ma, oltre all’aver istituito diverse riviste femminili, adottò lo stesso una figlia, chiamata Carla. In realtà, considerando la presenza di una foto di Archie in camera della Betty anziana e delle incisioni contenenti le loro iniziali al Babylonium (AA+BC), e che, nonostante l Alzheimer in fase avanzata di Betty, lei ricordasse molti dettagli della vita di Archie, i due probabilmente si sono sposati, o hanno comunque vissuto insieme. Alla fine si baciano anche e scopre che se fosse andata quel giorno a scuola Archie le avrebbe detto che voleva stare con lei. Al termine di una giornata da adolescente, tra momenti scolastici e rimpatriate a Thornhill, Betty è pronta a ritornare alla realtà, perciò, la mattina della sua visita a Riverdale in compagnia della nipote, l’anziana Betty esala il suo ultimo respiro in macchina. Dopo la sua morte, lo spirito di Betty, con ancora l’aspetto da ragazza di 17 anni, arriva nel dolce aldilà e, per prima cosa, entra da Pop, dove viene accolta da tutti i suoi amici, tra cui Archie che la stava aspettando,Veronica e Jughead. Mentre i ragazzi, d’ora in poi, saranno liberi di vivere lì insieme felici, eternamente 17enni, dall’esterno del locale, il Jughead narratore decreta la fine della storia di Riverdale.